# Monte Galain
Monte Galain är ett berg i Antarktis. Det ligger i Västantarktis. Argentina, Chile och Storbritannien gör anspråk på området. Toppen på Monte Galain är 46 meter över havet.
Terrängen runt Monte Galain är kuperad. Havet är nära Galain västerut. Trakten är obefolkad. Det finns inga samhällen i närheten.